# Mounia (mannequin)
Pour le prénom Mounia, voir Mounia (prénom).
Monique-Antoine Orosemane est une artiste martiniquaise, née à Saint-Esprit. Connue comme mannequin sous le pseudonyme de Mounia (ou Princesse Mounia), elle est aussi peintre.

## Biographie
Durant les années 1980, Mounia est remarquée lors d'un défilé pour Givenchy par Yves Saint Laurent, dont elle devient mannequin et rapidement l'égérie. Elle travaille également pour d'autres créateurs ou marques, tels Dior, Versace ou Armani. Elle acquiert une réputation internationale, faisant la une de Vogue. En 1987, Denise Dubois-Jallais, journaliste au magazine Elle, lui consacre une biographie : Princesse Mounia. En 1989, le réalisateur Frédéric Hadengue lui consacre un reportage, intitulé Mounia, Mannequin vedette et top model. En 2005, le magazine Essence la classe parmi les personnalités noires les plus connues. 
Intéressée par la peinture, à laquelle Bernard Buffet l'initie, elle se consacre à ce domaine après son mannequinat, et réalise plusieurs expositions, en France, au Japon ou en Côte d'Ivoire.
En 1988, Mounia sort un disque intitulé Kamikaze, édité par Carrère. En 1998, elle chante Trouble en duo avec Bernard Lavilliers. En 2004 paraît l'album Moon's groove.

## Distinctions
- Chevalier de l'ordre national du Mérite (2009)